# Keçili (Şəmkir)
Keçili è un comune dell'Azerbaigian situato nel distretto di Şəmkir.